# Ацетохлор
Ацетохлор — селективный почвенный гербицид, разработанный компаниями Мonsanto и Zeneca, относится к группе хлорацетантлидов, куда также относятся  алахлор, бутахлор и метолахлор. Представляет собой смесь двух стерических изомеров, а точнее атропоизомеров, поскольку вращение вокруг одинарной связи фенольного кольца с радикалом затруднено. Его эффект основан на подавлении синтеза длинных жирных кислот, он ингибирует элонгазу и геранил-геранилпирофасфатазу, опосредованно влияя таким образом на синтез гиббереллинов. Несёт высокие риски загрязнения окружающей среды.

## Синтез
Ацетохлор можно синтезировать путём реакции хлорметилэтилового эфира и промежуточного продукта, который образуется в результате реакции между 2-этил-6-метиланилина и монохлорацетилхлорида.

## Использование
Это гербицид для довсходового или предпосевного применения, путём внесения в почву. Для кукурузы норма использования составляет 5 л/га (1835 г/ га).
Используется для того чтобы уничтожать сорняки на посевах сахарной кукурузы, кабачка, кофе и сахарной свёклы. Особенно полезен в качестве замены для атразина в случае некоторых сорняков.
В качестве действующего вещества, входящего в основу препарата "Харнес" в концентрации 900 г/л, Ацетохлор используется для истребления сорняков на посевах подсолнечника и сои. Для обеих культур норма использования составляет 1,5-3,0 л/га.

## Безопасность
Ацетохлор был классифицирован как вероятный канцероген. Ацетохлор как и алахлор, может стать причиной опухолей носовых раковин, вызывая образование реактивного метаболита, обладающий цитотоксичностью и вызывающий регенеративную пролиферацию эпителия слизистой. Кроме того он вызывает разрушение щитовидной железы<

### Экологические эффекты
В США Ацетохлор является третьим наиболее часто выявляемым  в природных водах гербицидом. Ацетохлор может ускорять метаморфоз у земноводных. Он также может влиять на развитие рыб.